# 베치 디보스
엘리자베스 디 "베치" 디보스(영어: Elisabeth Dee "Betsy" DeVos, 1958년 1월 8일 ~ )는 미국 공화당 소속의 정치인이다. 미시간 하원의원, 하원 원내총무를 맡았으며 2017 트럼프 정권의 미국 교육부 장관이다.